# Département de l'Orénoque
1821–1830
Entités précédentes :
- Province de Guayana
- Province de Barcelona
- Province de Cumaná
- Province de Margarita

Entités suivantes :
- Province de Guayana
- Province de Barcelona
- Province de Cumaná
- Province de Margarita

Le département de l'Orénoque (departamento del Orinoco, en espagnol) est une subdivision administrative de la Grande Colombie créée en 1821. Il est situé dans la partie est du territoire de l'actuel Venezuela.

## Histoire
Le département de l'Orénoque est créé en 1821, par la séparation de plusieurs provinces du département de Venezuela. 
En 1824, la Ley de División Territorial de la República de Colombia crée le département d'Apure et donne aux départements du district du Venezuela leur forme finale.

## Géographie

### Divisions administratives
Selon la Ley de División Territorial de la República de Colombia du 25 juin 1824, le département de l'Orénoque est subdivisé en 4 provinces :
- Province de Guyana
- Province de Cumaná
- Province de Barcelona
- Province de Margarita

Le 18 avril 1826 est promulguée une loi additionnelle à celle de 1824 qui réorganise le département : 
- le département d'Apure rejoint le département de l'Orénoque, tandis que les provinces de Cumaná, Barcelona et Margarita sont regroupées au sein du nouveau département de Maturín.